# Бразилія до відкриття європейцями

## Заселення території
Археологічні знахідки у Серра-ді-Каптіва (порт. Serra de Capivara, штат Піауї) вказують на можливе прибуття людей близько 50 тисячоліття до н. е., але свідоцтво все ще викликає сумнів у деяких дослідників. Ці свідоцтва вказують або на переправу через Берингову протоку набагато раніше, ніж до того вважалося, або, що більш ймовірно, на морський маршрут досягнення Америки.
На північному сході Бразилії біля Сан-Ріймунду-Нонату на території 40000 км² знайдений цілий ряд пам'ятників доісторичного мистецтва, як кольорові малюнки, так і контурні зображення. Кольорові малюнки знайдені біля підніжжя вертикальних прибережних скель і в печерах на схилах долин. Висічені контурні зображення знаходять на окремих скелях біля входів до печер. Деякі малюнки складаються більш ніж з тисячі зображень, але більшість включають від 10 до 100 фігур. Це здебільш антропоморфні зображення. Люди представлені на ходу, деякі фігури компонують дуже динамічні композиції, хоч їх важко інтерпретувати.
Археологічні розкопки встановили приблизну хронологію розселення на цій території і розвитку стародавнього мистецтва. Найстародавнішій період — Педра Фурада (Pedra Furada) поділяється на чотири послідовні фази. Появу мистецтва звичайно відносять до періоду Педра Фурада I (близько 46 000 року до н. е.), в археологічних шарах цього періоду вже знайдені фрагменти скель з кольоровими мітками. Висічені контурні зображення з'являються тільки на кінцевій стадії (Педра Фуада IV, близько 15000 року до н. е.).
Значна міграція з Азії відбувається близько 14-10 тисячоліття до н. е., хоча точні дати знову не відомі. Переселенці, що пройшли через Берингову протоку, досягають Америки, ймовірно змішуючись з місцевим населенням. Перші залишки людиноподібної істоти у Бразилії відносяться до 11 тисячоліття до н. е., до якого відносять відому «людину Лагоа-Санта» (homem de Lagoa Santa), знайдену у селищі Лапа-Вермелья (Lapa Vermelha, район Лагоа-Санта, штат Мінас-Жерайс) (по іншим даним її вік дещо більший, до 20 тис. років).
Багато дослідників вважають, що будова тіла цієї людини не відповідає монголоїдним рисам переселенців з Азії, а тому вона належить до першої хвилі переселенців. Найближчими нащадками цієї групи вважаються індіанці Вогняної Землі. Слід зазначити, що наявність цієї першої хвилі переселенців все ще викликає сумнів у деяких дослідників.
Майже всі археологічні свідоцтва що дійшли до нас належать до періоду після 6000 р. до н. е., вже після азійської хвилі міграції. Бразильські індіанці, на відміну від індіанців Месоамерики і західних Анд, не мали письменності і не створювали кам'яних пам'ятників, а вологий клімат і кислий ґрунт знищили майже всі матеріальні сліди їх культури, зокрема деревину і кістки. Тому, майже все що відоме про історію цієї території до 1500 року, відоме з аналізу невеликих археологічних артефактів, таких як, наприклад кераміка і кам'яні наконечники стріл.

## Бразилія після хвилі переселенців з Азії
Найпомітніші залишки доколумбівських суспільств — великі насипи му́шель (sambaquís), знайдені в деяких прибережних місцях, які були безперервно населені понад 5000 років, і значні бри́ли «чорної землі» (terra preta) в декількох місцях Амазонії, які вважаються стародавніми купами сміття. Недавні розкопки таких бри́л у середній і верхній течії Амазонки відкрили залишки деяких дуже великих поселень, які містили десятки тисяч домів, та вказують на складний соціальний і економічний склад суспільства.
Хоча деякі автори вказують на можливі контакти представників Старого Світу з територією Бразилії до 1500 року, більшість істориків вважають ці гіпотези недоведеними або навіть конспіративними теоріями.

## Суспільство на час прибуття європейців

### Інструменти
Найдавніші бразильські народи використовували кістки, кам'яні інструменти та зброю, подібні до тих, що були знайдені на всій території Америки. З часом вони були замінені полірованими кам'яними інструментами.
Списи та луки використовувалися для полювання, риболо́влі та військових дій. Рибу ловили також за допомогою кістяних рибальських гачків, сіток та отрути.

### Кераміка
Кераміка з'явилася дуже давно, найдавніші керамічні вироби в Америці знайдені саме в Амазонії, що може вказувати на виникнення в цьому місці та культурне розповсюдження з півдня на північ, на протилежність до загалом очікуваної тенденції. Бразильські гончарі використовували складні матеріали (наприклад, мікроскопічні кварцові голки, одержані від певних прісноводих губок), виробляючи прекрасні ужиткові та церемоніальні посу́дини, із заплутаною різьбле́ною та фарбованою декорацією. Проте їм не були відомі гончарне коло та склоподібна поли́ва.
Еволюція стилів кераміки в різних місцях указує складні процеси внутрішньої міграції і заміни народів. Зокрема, здається, що індіанці тупі-гуарані — які до 1500 були головною етнічною групою на схід від Анд — виникли як невелике плем'я в Амазонії, і мігрували до своєї нової території — від Центральної Бразилії до Парагваю — можливо в першому тисячолітті н. е.

### Економіка
Здається, перші індіанські народи Бразилії існували завдяки полюванню, риболо́влі та збиранню плодів. У деяких місцях вони розвили технологію сільського господарства. Деякі харчі (наприклад, кукурудза) були завезені з розвиненішої цивілізації Західних Анд, тоді як маніока, яка стала головним продуктом харчування для багатьох народів, як вважається, була розвинена тут.
Бразильські індіанці не мали свійських тварин, які могли б використовуватися для транспортування або орання, тому у сільському господарстві використовувалася повністю ручна праця: корчування джунглів, щоб розчистити ділянку, спалювання деревини для отримання мінеральних добрив, сі́янка і збирання врожаю. Звичайно висаджували дві або три культури. Поля часто покидали і через деякий час знову відновлювали.
Бразильські індіанці виробляли алкогольний напій каїум, з кукурудзи або маніоки — традиція яку вони ймовірно завезли з Анд разом з сільським господарством.